# La Arrolladora Banda El Limón
La Arrolladora Banda El Limón de René Camacho, o simplemente La Arrolladora, es una agrupación musical mexicana de banda sinaloense. La agrupación sinaloense ha lanzado al mercado más de 23 álbumes, 19 de estudio y 4 en vivo. Es la banda más exitosa en la historia del regional mexicano.

## Historia de la agrupación
La banda El Limón tiene origen en un pueblo de Sinaloa en el municipio de San Ignacio llamado "El limón de los Peraza" Ubicado aproximadamente a una hora de Mazatlán. Los fundadores oficiales se desconocen y se tiene el registro de 10 personas, de los cuales  tiempo después figurarían los nombres: "Salvador Lizárraga" y "René Camacho".
La banda "Limón", en un inicio contaba con la voz de Julio Cesar Preciado Quevedo "Julio Preciado". Cabe mencionar que René Camacho conoce a Julio Preciado en una pulmonía (Transporte popular y típico en Mazatlán Sinaloa, México.) Julio Preciado no era una figura popular en ese entonces, localmente tenía impacto y era conocido por tocar en una agrupación de nombre "Banda Tiburón de Mazatlán Sinaloa". La cual cuenta con algunas grabaciones en la plataforma de YouTube.
La banda limón con Julio Preciado como vocalista graba 4 discos de estudio, siendo en el cuarto donde el mismo Julio comenta con René Camacho que tenía una incertidumbre de explorar horizontes nuevos figurando como un solista o en su defecto con otra banda. Tiempo después, este cosquilleo culminaría con la salida de este hacia su ingreso a la banda "El recodo de Cruz Lizárraga".
Al salir de la agrupación, la banda conoce a un talento llamado "Jorge Cordero" el cual no le agradaba a los músicos, en cambio a René Camacho le gustaba su estilo peculiar para interpretar los éxitos de Preciado, que para mala fortuna de este no duraría mucho tiempo interpretándolos.
La salida de Cordero trajo como consecuencia a José Ángel Ledezma Quintero "El coyote", por petición del mismo a René Camacho, sin embargo la banda, ya sufría de una inestabilidad con sus vocalistas, puesto que el coyote deseaba generar éxito con un proyecto como solista, así dejando la banda a un jovencito con ambición.
Jorge Luis Medina Ramos, conocido mayormente como: "Jorge Medina" llegaría para suplir al Coyote, sin tener una respuesta definida sobre el éxito que este podría generar con la banda. Si hablamos de Medina, hablamos del referente de la "Arrolladora", e incluso del género banda en todos los tiempos, que este mismo le dio identidad haciéndose la voz más característica del género.
En una presentación en Concordia (Sinaloa) 9 músicos dejan a la banda previo a un show, ya que los músicos planteaban que Camacho estaría cobrando más a sus espaldas, por lo tanto ellos querían manejarse con el promotor para percibir el sueldo y descubrir si era una verdad o solo era un rumor, Camacho no tuvo inconveniente alguno en que ellos cobraran. Al ir con el promotor este les dijo que no, puesto que el trato se había cerrado de mano con Camacho, los músicos enojados dejaron plantado a la banda previo al espectáculo, la inconformidad se presenta ya que los músicos  afirmaban que su líder y fundador "Salvador Lizárraga" (Que en ese tiempo había dejado de acudir a las presentaciones por problemas de salud, de encargado dejó a René Camacho).
Sin embargo ahí se origina el pleito entre la agrupación que ahora pasarían a ser 2, tras la inquietud de los músicos por no estar de acuerdo con el líder, acuden con Salvador Lizárraga, haciéndole una petición para que ahora el fuera el representante de este nuevo círculo de músicos.
El pleito no solo era en escenarios ahora se trasladaba a la vía legal, y después de 5 años de juicios este se resolvió con René Camacho como el acreedor legal del nombre el limón, sin embargo todo esto parecería no tener importancia alguna puesto que esto quedó en un acuerdo entre René Camacho y Salvador Lizárraga.
En el cual Lizárraga usaría el nombre "La original banda el limón de Salvador Lizárraga". Tras justificar que como el proyecto lo había formado el sabía que eran la única y original.
En cambio René Camacho cuenta que el locutor "Antonio Nava" en sus emisiones hacia énfasis al éxito de las presentaciones de la banda el limón con la frase "¡Arrolló la banda el limón!". Para posteriormente ser  reconocida como  "Arrolladora banda el limón de Rene Camacho" o en su defecto como los promotores lo planteaban en la publicidad para sus eventos "El monstruo de 16 cabezas"
Mientras René Camacho llevaba poco tiempo con su agrupación, su alineación de vocalistas fue: Jorge Medina (Primera voz) Miguel Alonso (Segunda voz), a esta instancia se sabía que la permanencia de los vocalistas era un problema  dentro de la banda, cuando Miguel Alonso más conocido como "El alacrancillo" retira su puesto de la banda, ahí es cuando entra Rogelio Toledo a hacerle dupla a Medina, que de igual manera para sorpresa de nadie duraría tan solo 2 años y grabaría 3 discos de estudio: Valió la pena equivocarme (2001) Ya Pa'Que (2001) y Boleros Arrolladores (2002).
En 2003 se integra a la banda "Ernesto Germán Montero Romo" popularmente conocido como "Germán Montero", que sin duda alguna al hablar de la mancuerna entre Medina y Montero fue abismal y a partir de la mancuerna de estos 2 el éxito que tenía la arrolladora 
era algo descomunal, sin dejar lugar a otras bandas. Cada baile, jaripeo, palenque o concierto en el que se presentara la Arrolladora era un lleno total.
A pesar de que la dupla Montero-Medina enamoraba al público, Germán tomó el mismo rumbo que los ex vocalistas, de la banda limón, ser solista.
René Camacho sabiendo lidiar con estos problemas buscó a un joven que rápidamente llamo su atención, proveniente de la banda "Estrellas de Sinaloa de Germán Lizárraga". El era "José Isidro Beltrán Cuén" o "Josi Cuén".
La forma que tenía al entenderse con Medina en el escenario fue brutal, ya que la gente no noto la ausencia de Germán, y sin duda fue la "Época Dorada" de la Arrolladora declaran los aficionados.
Todo transcurriría excelente para la agrupación proveniente de el limón de los Peraza, siendo por 10 años la banda más escuchada y más famosa del país.
Hasta que en 2016 Medina expresa su gratitud por un comunicado en redes sociales hacia la banda, de este modo haciendo  oficial  su salida de la agrupación.

## Integrantes

### Integrantes actuales
- René Camacho (fundador y clarinete)
- Fernando Camacho Tirado (dirección y arreglos)
- Max Cervantes (vocalista)
- Esaúl García Morales (vocalista)
- Julio Haro (vocalista)
- Marco Antonio Ramírez (clarinete)
- Marlon García (clarinete)
- Gael Osuna (Clarinete)
- Erick Alberto Iturralde (trompeta)
- Miguel René Hernández (trompeta)
- Francisco Alejandro Herrera Mendoza (trombón)
- Omar Alonso Nieves Castañón (trombón)
- Julio Emmanuel Herrera (trombón)
- Ricardo Camacho (armonía y congas)
- Víctor Manuel Castillo Ibarra (tarolas)
- Candelario Urías (tuba)
- Norberto Cordero (Saxor Alto)
- Salvador Arzate (tambora)

### Exintegrantes
- Vincen Melendres (vocalista) (2014-2022)
- Josi Cuen (vocalista) (2007-2021)
- Gollo Corona (vocalista) (2022-2024)
- Jan Mauleón (vocalista) (2022-2025)
- Armando Velarde (trompeta) (2017-2020)
- Ángel Daniel Cruz (trompeta) (2021-2023)
- Jorge Medina (vocalista) (1997-2016)
- Germán Montero (vocalista) (2002-2007)
- Miguel Alonso "El Alacrancillo De Sinaloa" (vocalista) (1997-1999)
- Rogelio Toledo (vocalista) (2000-2003)
- Pedro Lizárraga (clarinete) (1996-2014)
- Édgar Nava (trombón) (2005-2015)
- Ramón Montoya (trompeta) (1999-2017)
- Joel Montoya (trombón) (1999-2017)
- Salvador Aguilar (tambora) (2008-2021)
- Marco Antonio Osuna (clarinete) (2014-2023)
- Juan Francisco Osuna (clarinete) (2002-2023)

## Discografía
Álbumes de estudio
- 1997: ¡Más arrolladora que nunca!
- 1997: Corridos arrolladores
- 1998: Antes de partir
- 1999: Secretos de mi memoria
- 2000: Es cab ... el viejo
- 2000: Simplemente...arrolladora
- 2001: Pa' adoloridos
- 2001: Valió la pena equivocarme
- 2002: Grandes boleros arrolladores homenaje a La Internacional Sonora Santanera
- 2003: Más allá de mí
- 2004: Huele a peligro
- 2006: La otra cara de la moneda
- 2007: Y que quede claro
- 2009: Más adelante
- 2010: Todo depende de ti
- 2012: Irreversible...2012
- 2013: Gracias por creer
- 2015: Ojos en blanco
- 2016: Libre otra vez
- 2018: Calidad y cantidad
- 2019: Labios mentirosos
- 2020: En concierto
- 2021: En contra de mi voluntad
- 2022: Prefiero estar contigo
- 2024: Aquí hay para llevar
- 2025: Una historia mal contada

## Premios y nominaciones
| Año  | Premio            | Categoría                                                              | Trabajo Nominado              | Resultado |
| ---- | ----------------- | ---------------------------------------------------------------------- | ----------------------------- | --------- |
| 2010 | Premio Grammy     | Premio Grammy a Mejor Álbum de Música Banda                            | Tu esclavo y amo              | Nominado  |
| 2011 | Premio Grammy     | Premio Grammy a Mejor Álbum de Música Banda                            | Todo depende de ti            | Ganador   |
| 2011 | Premio Grammy     | Premio Grammy a Mejor Álbum de Música Banda                            | Enamórate de mí               | Nominado  |
| 2012 | Premio Grammy     | Premio Grammy a Mejor Álbum de Música Banda                            | Irreversible...2012           | Ganador   |
| 2012 | Premio Lo Nuestro | Canción del Año - Regional Mexicano                                    | «Cuánto me cuesta»            | Nominado  |
| 2013 | Premio Billboard  | Música Latina al Dúo o Grupo del Año, Álbum                            | Ellos mismos                  | Nominado  |
| 2013 | Premio Billboard  | Música Latina a Regional Mexican Songs - Artista del Año, Dúo o Grupo  | Ellos mismos                  | Ganador   |
| 2013 | Premio Billboard  | Música Latina a Regional Mexican Albums - Artista del Año, Dúo o Grupo | Ellos mismos                  | Ganador   |
| 2013 | Premio Billboard  | Música Latina al Dúo o Grupo del Año, Canciones                        | Ellos mismos                  | Ganador   |
| 2013 | Premio Billboard  | Música Latina al Álbum Regional Mexicano del Año                       | Irreversible...2012           | Nominado  |
| 2013 | Premio Billboard  | Música Latina a la Canción del Año, Airplay                            | «Llamada de mi ex»            | Nominado  |
| 2013 | Premio Juventud   | Mi Artista Regional Mexicano - Música                                  | Ellos mismos                  | Nominado  |
| 2013 | Premio Lo Nuestro | Premio Lo Nuestro al Grupo o Dúo del Año - Regional Mexicano           | Ellos mismos                  | Ganador   |
| 2013 | Premio Lo Nuestro | Artista del Año                                                        | Ellos mismos                  | Nominado  |
| 2013 | Premio Lo Nuestro | Álbum del Año - Regional Mexicano                                      | Inténtalo                     | Nominado  |
| 2013 | Premio Lo Nuestro | Canción del Año - Regional Mexicano                                    | «Llamada de mi ex»            | Nominado  |
| 2014 | World Music Award | Mejor Canción del Mundo                                                | «El ruido de tus zapatos»     | Nominado  |
| 2014 | Premio Billboard  | Música Latina a la Canción Regional Mexicana del Año                   | «El ruido de tus zapatos»     | Ganador   |
| 2014 | Premio Billboard  | Música Latina a Hot Latin Songs - Artista del Año, Dúo o Grupo         | Ellos mismos                  | Ganador   |
| 2014 | Premio Billboard  | Música Latina a Top Latin Albums - Artista del Año, Dúo o Grupo        | Ellos mismos                  | Ganador   |
| 2014 | Premio Billboard  | Música Latina a Regional Mexican Songs - Artista del Año, Dúo o Grupo  | Ellos mismos                  | Ganador   |
| 2014 | Premio Billboard  | Música Latina a Regional Mexican Albums - Artista del Año, Dúo o Grupo | Ellos mismos                  | Ganador   |
| 2014 | Premio Billboard  | Música Latina a la Canción del Año, Airplay                            | «El ruido de tus zapatos»     | Nominado  |
| 2015 | Premio Lo Nuestro | Premio Lo Nuestro al Grupo o Dúo del Año - Regional Mexicano           | La Arrolladora Banda El Limón | Ganador   |
| 2015 | Premio Billboard  | Música Latina a Regional Mexican Albums - Artista del Año, Dúo o Grupo | Ellos mismos                  | Ganador   |
| 2015 | Premio Billboard  | Música Latina al Artista del Año, Redes Sociales                       | Ellos mismos                  | Nominado  |
| 2017 | Premio Lo Nuestro | Canción del Año - Regional Mexicano                                    | «Ya te perdí la fe»           | Nominado  |

## Enlaces
- Página oficial
- Estación Radio

- Datos: Q3373508
- Multimedia: La Arrolladora Banda el Limón / Q3373508